# Rhaebus gebleri
Rhaebus gebleri is een keversoort uit de familie bladkevers (Chrysomelidae). De wetenschappelijke naam van de soort werd in 1824 gepubliceerd door Warren Samuel Fisher de Waldheim.